# Лесной Холм (Тверская область)
Лесной Холм — деревня в Краснохолмском муниципальном округе Тверской области.

## География
Находится в северо-восточной части Тверской области на расстоянии приблизительно 24 км на север-северо-восток по прямой от города Красный Холм.

## История
Деревня была показана ещё на карте 1825 года. В 1859 году здесь (деревня Весьегонского уезда) было учтено 10 дворов. До 2013 года входила в состав Мартыновского сельского поселения до его упразднения, с 2013 по 2020 год в состав также ныне упразднённого Лихачёвского сельского поселения.

## Население
Численность населения: 73 человека (1859 год), 4 (русские 100 %) 2002 году, 0 в 2010.